# Edmond Van Moer
Edmond Van Moer (21 de juliol de 1875 - ?) va ser un tirador amb arc belga que va competir en els anys posteriors a la Primera Guerra Mundial.
El 1920 va prendre part en els Jocs Olímpics d'Anvers, on va disputar quatre proves del programa de tir. Guanyà la medalla d'or en tres de les proves que disputà: ocell petit fix individual, ocell gran fix, per equips i ocell petit fix, per equips. En la prova d'ocell gran fix individual fou quart.